# 에뛰드하우스

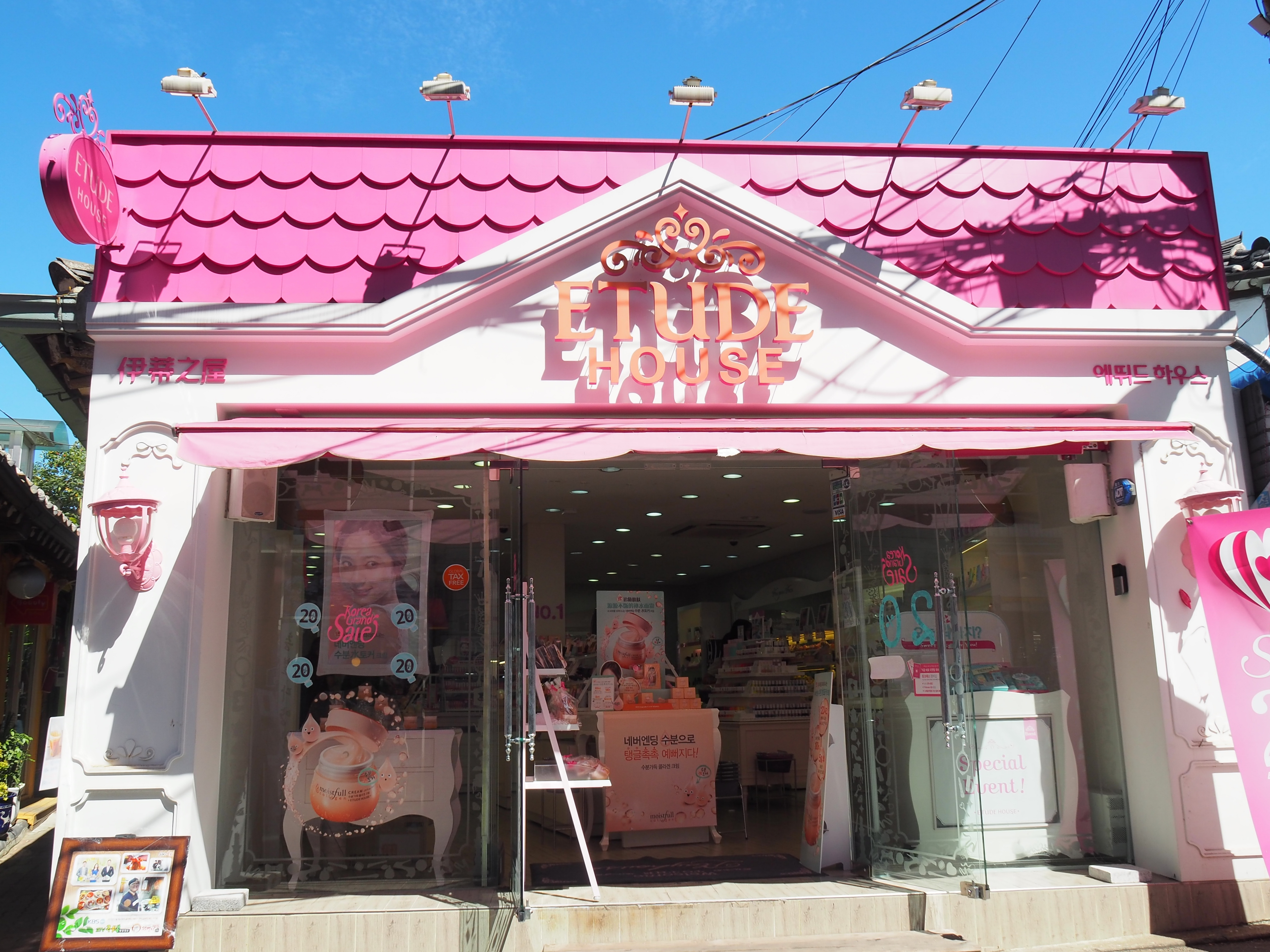

에뛰드는 아모레퍼시픽의 자회사인 주식회사 에뛰드의 화장품 브랜드로 대한민국의 화장품 제조·판매 업체이다. 영어로는 Etude. 1985년 12월 창립하였으며, 2012년 12월 2일을 기준으로 전국에 가맹점및 직영으로 111개의 로드샵 매장을 보유하고 있다. 판매하는 제품은 스킨케어 화장품, 메이크업 화장품, 바디케어 화장품, 헤어 케어 제품 등 거의 모든 화장품을 아우른다.

## 개요
- (주)아모레퍼시픽그룹 80.48%, 서민정 19.52%(그룹 회장인 서경배의 장녀)의 지분으로 아모레퍼시픽그룹에 편입되어 있다.

## 연혁
- 1985년 창립
- 1990년 태평양화학 편입
- 1990년 홍콩 법인 진출. (2008년 기준으로 총 13개국 진출)
- 1996년 칼라 연구소 설립
- 1997년 (주)에뛰드로 상호 변경
- 2005년 달콤상상 에뛰드 하우스 1호점 오픈
- 2006년 (주)빠팡에스쁘아 흡수합병
- 2007년 에뛰드 하우스 100호점 오픈
- 2009년 에뛰드 하우스 200호점 오픈, 에뛰드 하우스 해외 중화민국 진출, 에뛰드 하우스 싱가포르 진출, 에뛰드 하우스 필리핀 진출 등 해외 50호점 오픈
- 2010년 모바일 애플리케이션 ETUDE X 2NE1 런칭, 에뛰드 하우스 미얀마 진출, 에뛰드 하우스 브루나이 진출, 에뛰드 하우스 해외 100호점 오픈
- 2011년 모바일 쇼핑몰 오픈, 모바일 웹사이트 오픈, 모바일 애플리케이션 ETUDE PLAY 런칭, 모바일 애플리케이션 BEAUTY BOOK 런칭, 에뛰드 하우스 일본 진출.
- 2013년 에뛰드 하우스 홍콩, 중국 진출.
- 2014년 8월 상하이 에뛰드하우스 글로벌 플래그쉽 스토어 1호점 오픈.
- 2014년 11월 에스쁘아 브랜드를 주식회사 에스쁘아로 분할.

## 수상
- 1998년 대한민국 산업자원부 주관 제 35회 무역의 날 수출 500만불의 탑 수상
- 2003년 대한민국 산업자원부 주관 제 40회 무역의 날 수출 500만불의 탑 수상
- 2007년 대한민국 산업자원부 주관 제 44회 무역의 날 수출 1,000만불의 탑 수상
- 2008년 한국인터넷전문가협회 주관 웹어워드코리아 생활브랜드 부문 최우수상 수상
- 2008년 한국패키지디자인협회 주관 패키지 디자인 어워드 팩스타상 수상
- 2009년 한국인터넷전문가협회 주관 웹어워드코리아 생활브랜드 부문에서 에뛰드 웹사이트가 최우수상을 수상
- 2009년 한국인터넷전문가협회 주관 웹어워드코리아 생활브랜드 부문에서 수분가득 콜라겐 마이크로사이트가 우수상을 수상
- 2010년 한국소비자포럼 주관 대한민국 퍼스트브랜드 대상 수상
- 2010년 대한민국 지식경제부 주관 미씽유 핸드크림이 굿 디자인으로 선정
- 2010년 한국인터넷전문가협회 주관 웹어워드코리아 생활브랜드 부문에서 에뛰드 웹사이트가 대상을 수상
- 2011년 IF 디자인 어워드에서 미씽유 핸드크림이 수상
- 2011년 대한민국 지식경제부 주관 핸즈업 데오드란트가 굿 디자인으로 선정
- 2012년 한국소비자포럼 주관 대한민국 퍼스트브랜드 대상 수상
- 2012년 레드닷 디자인 어워드에서 핸즈업 데오드란트와 미씽유 비해피 핸드크림이 우수상을 수상, 밀크토크 바디워시가 최우수상을 수상[1]

## 로고
에뛰드는 제품과 매장을 전체적으로 분홍색으로 통일하였으며, 로고도 분홍색으로 디자인 되었다. 로고의 가장 상단에는 마름모 모양의 도형이 있는데, 이는 소녀의 달콤한 꿈과 아름다움에 대한 동경을 나타낸다. 로고 중앙의 하트모양은 세상을 향한 순수하고 아름다운 마음과 동경을 상징한다. 하트의 바로 아랫부분은 에뛰드로 고객을 이끌어줄 호박마차라는 의미를 가진다. ETUDE는 쇼팽이 작곡한 연습곡에서 영감을 받은 프랑스어이다.

## 마케팅
에뛰드는 자유롭고 당당하게 자신안에 숨겨진 공주를 찾아나가는 것을 브랜드의 컨셉으로 삼고 있다. 이런 컨셉과 연관하여 에뛰드는 고객으로 하여금 자신이 공주가 되었다고 느끼게 하는 프린세스 마케팅을 전개 하고 있다.
에뛰드의 프린세스 마케팅의 대표적인 예로 에뛰드 매장의 인테리어를 들 수 있다.에뛰드 매장은 핑크색을 테마로 하여 로맨틱하고 깜찍한 공주풍의 인테리어로 되어있다. 매장의 직원들도 분홍색의 공주 도우미 의상을 입고 있어서, 매장에 출입하는 고객에게 공주가 된 듯한 기분을 느끼게 한다. 에뛰드는 화장품 용기도 핑크색을 기본으로 하여 공주풍으로 화려하고 로맨틱하게 디자인되고 있다. 대표적인 예시로 최근에는 에튀아네뜨 라인을 출시했다. 에튀아네뜨 라인은 '세상의 모든 소녀 프린세스가 되다'라는 컨셉으로 실제 공주가 썼을 법한 디자인의 립스틱, 파우더 등을 판매하고 있다.
이러한 프린세스 마케팅은 "신분상승과 경제적 안정에 대한 여성의 열망, 이혼과 전쟁이 일상화 된 사회에서 커진 행복 추구의 욕구에 힘입은 것"이라고 업계 관계자들은 분석한다.
2016년 아모레퍼시픽 회장 서경배는 "까치집을 다시 짓는 마음으로 브랜드를 재정비하겠다"며 권금주 에뛰드 대표를 투입했다. 권금주는 에뛰드의 대표 임명되고 난 후, 브랜드 콘셉트를 '공주판타지'에서 'Life is Sweet'로 바꾸고 각 제품 디자인도 핑크색 하트와 리본 등 과한 장식을 피하도록 했다. 고객이 에뛰드 매장을 방문하면 외치던 "어서오세요. 공주님"이라는 인사도 "안녕하세요. 즐거운 에뛰드하우스입니다"로 바꿨다. '공주 옷을 입고 화장놀이를 즐기는 소녀' 콘셉트로 마케팅을 펼쳐온 에뛰드로선 큰 변화였다. 브랜드 철학을 바꾸는 부분에 대한 일각의 우려도 있었지만 성공적인 혁신 사례로 불리게 됐다.

## 사회적책임
- 미씽유 캠페인

멸종 위기의 동물을 아끼고 보호하자는 취지로 시작된 2010년 북극과 남극의 희귀동물, 2011년 전자파로 인해 점점 사라져 가는 꿀벌, 2012년 문명의 발달로 삶의 터전을 잃어가는 희귀새 이야기까지 3년 동안 진행되고 있다. 핸드크림, 립밤 등의 '미씽유 캠페인' 제품 판매 수익금의 일부는 UNEP 한국위원회를 통해 각국의 희귀 동물 연구기관에 기부되고 있다.

## 판매 상품
에뛰드는 아이 메이크업, 립 메이크업, 페이스 메이크업, 네일 메이크업, 스킨케어, 클렌징, 바디케어, 헤어케어, 남성 메이크업 제품과 화장 소품을 판매한다.

### 베스트 셀러
에뛰드에서 가장 많은 판매고를 올리고 있는 제품은 수분가득 콜라겐 라인이다.(SOONJUNG) 자사 판매량의 1,2,3,5위를 차지하고 있는 제품이 모두 수분가득 콜라겐 라인일 정도로 자사의 다른 제품과 비교하여 압도적인 인기를 끌고 있다.

## 애플리케이션

### 애플리케이션 시즌1
에뛰드는 2010년 5월에 첫 번째 모바일 애플리케이션인 애플리케이션 시즌1을 출시하였다. 현재 애플리케이션 시즌1 서비스는 제공되지 않으며 상위버전의 애플리케이션이 제공되고 있다. 본 애플리케이션은 에뛰드의 모델인 2NE1의 화장법을 배울 수 있는 메이크업 플레이 서비스, 사진을 통해 친구 사이의 궁합을 보여주는 퍼니 플레이 서비스, 매장 정보 등 에뛰드의 소식을 알 수 있는 에뛰드 플레이, 2NE1의 미투데이로 연결되는 에뛰드 투애니원 미투데이 서비스를 제공한다.

### 애플리케이션 시즌2
에뛰드의 두 번째 모바일 애플리케이션에서는 매장에서 사용가능한 쿠폰, 매장 안내 등의 서비스를 제공한다. 현재는 제공되지 않는다.

### 모바일 웹/애플
에뛰드는 2012년 기준으로 안드로이드 마켓, 앱스토어, 웹 환경에서 이용 가능한 모바일 애플리케이션을 제공하고 있다.

## 역대 모델
- 전지현 (1999년)
- S.E.S. (2000년)
- 송혜교 (2001년 ~ 2005년)
- 고아라 (2006년 ~ 2008년)[7]
- 장근석(2008년 ~ 2009년)
- 박신혜 (2009년 ~ 2010년)
- 이민호(2009년 ~ 2010년)
- 2NE1 (2010년)
- 산다라박 (2010 ~ 2012년)
- 샤이니 (2012 ~ 2013년)
- 크리스탈, 설리 (2013 ~ 2014년)[8]
- 크리스탈 (2014년 ~ 2018년 3월)
- 레드벨벳 (2018년 3월 ~2019년 4월 )[9]
- 도아 (가수) (2019년 5월 ~ 현재)

## 사건

### 갑의 횡포논란
남양유업사태에 이어서, 2013년 6월 폭로된 '화장품 업계 갑의 횡포'가 폭로되면서, 아모레 퍼시픽, 토니모리, 더페이스샵과 함께 대리점주들에게 악질적인 횡포를 부려왔음이 폭로되었다. 네이처리퍼블릭은 제품 밀어내기는 물론, 대리점 확보를 위해 대리점주들에게 점포 수익보장에 대한 허위광고까지 해왔었다고 한다